# Třída Tennessee
Třída Tennessee byla třída bitevních lodí Námořnictva Spojených států amerických, které se účastnily druhé světové války. Skládala se z jednotek USS Tennessee a USS California. Obě lodi byly poškozeny při japonském útoku na základnu Pearl Harbor, z toho California velmi vážně. Po opravě byly obě lodi výrazně modernizovány a po znovuzařazení do služby podporovaly spojenecké výsadkové operace v Tichomoří. Významná je také jejich účast v bitvě v úžině Surigao v roce 1944. Nedlouho po skončení války byly obě lodi převedeny do rezervy a v roce 1959 prodány k sešrotování.

## Stavba

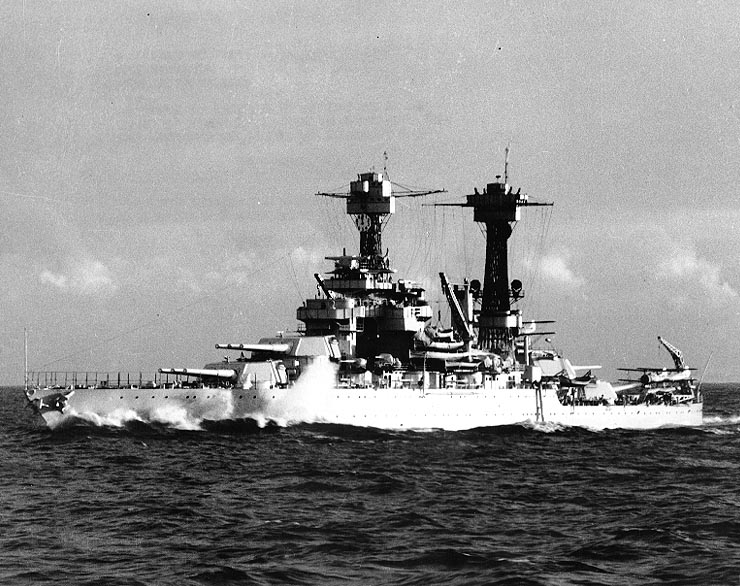
USS Tennessee ve 30. letech, ještě před modernizací

Tennessee postavila loděnice New York Navy Yard. Její kýl byl založen v květnu 1917, spuštěna na vodu byla v dubnu 1919 a dokončena v červnu 1920. California byla postavena v loděnici Mare Island Navy Yard v Kalifornii. Kýl lodi byl založen v říjnu 1916, spuštěna na vodu byla v listopadu 1919 a dokončena v srpnu 1921.

## Konstrukce

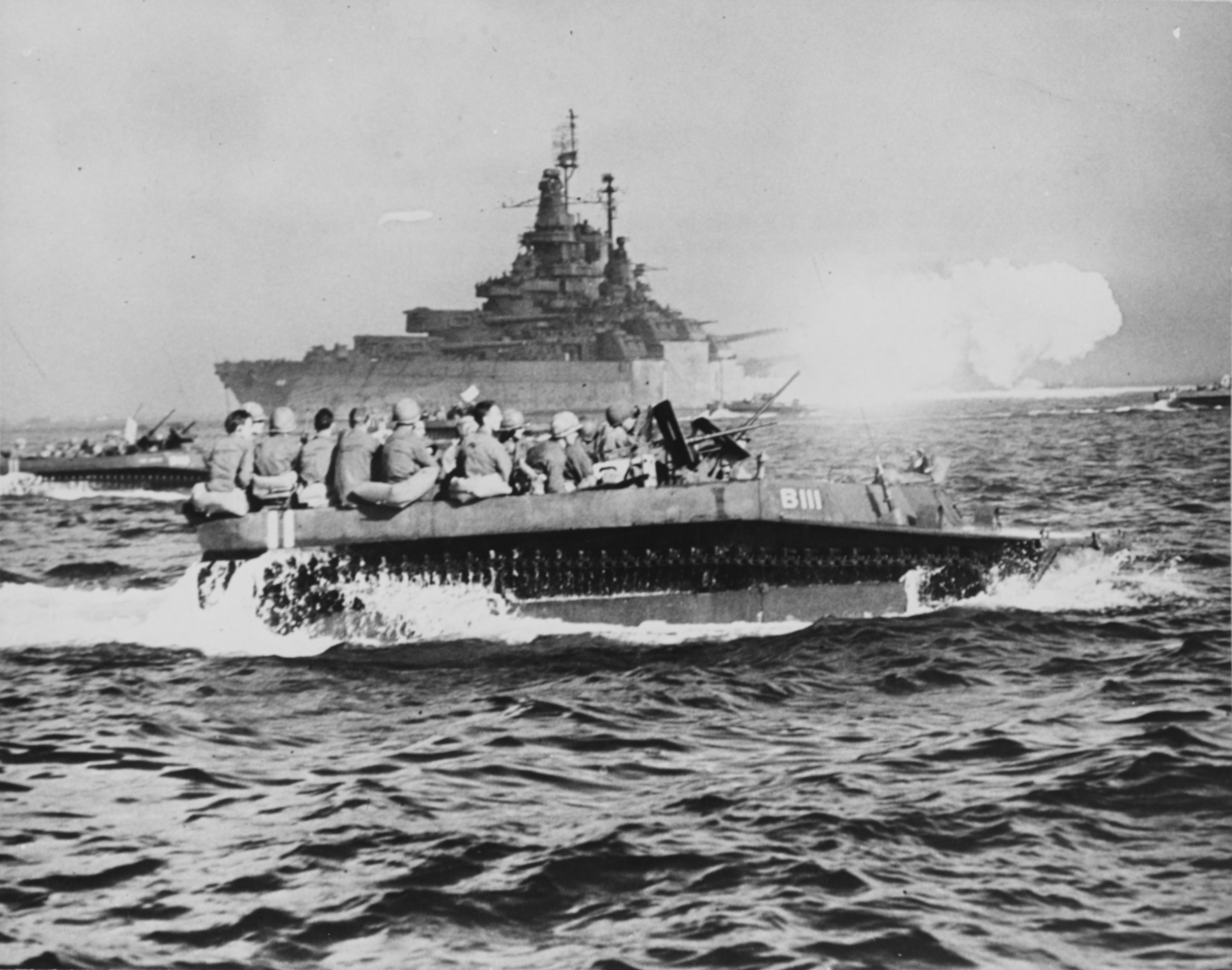
USS Tennessee při vylodění na Okinawě, v popředí vyloďovací člun LVT

Hlavní výzbroj, trup a pancéřování byly podobné jako u předchozí třídy New Mexico. Naopak vylepšena byla ochrana trupu proti torpédům, pohonný systém. Hlavní výzbroj tvořilo dvanáct 356mm kanónů o délce hlavně 50 ráží, umístěných ve čtyřech třídělových věžích, přičemž oproti předchozí třídě měla děla zvýšenou elevaci. Všechny kasematové kanóny sekundární ráže byly přesunuty z boků trupu na boky nástavby a tak lépe chráněny před nepřízní počasí. Těchto 127mm kanónů, o délce hlavně 51 ráží, bylo čtrnáct kusů – sedm na každém boku. V meziválečné době byly sejmuty dva kasematové kanóny a lodě byly naopak vybaveny osmi 127mm protiletadlovými děly o délce hlavně 25 ráží, 12,7mm kulomety a vylepšeným systémem řízení palby.

## Operační nasazení

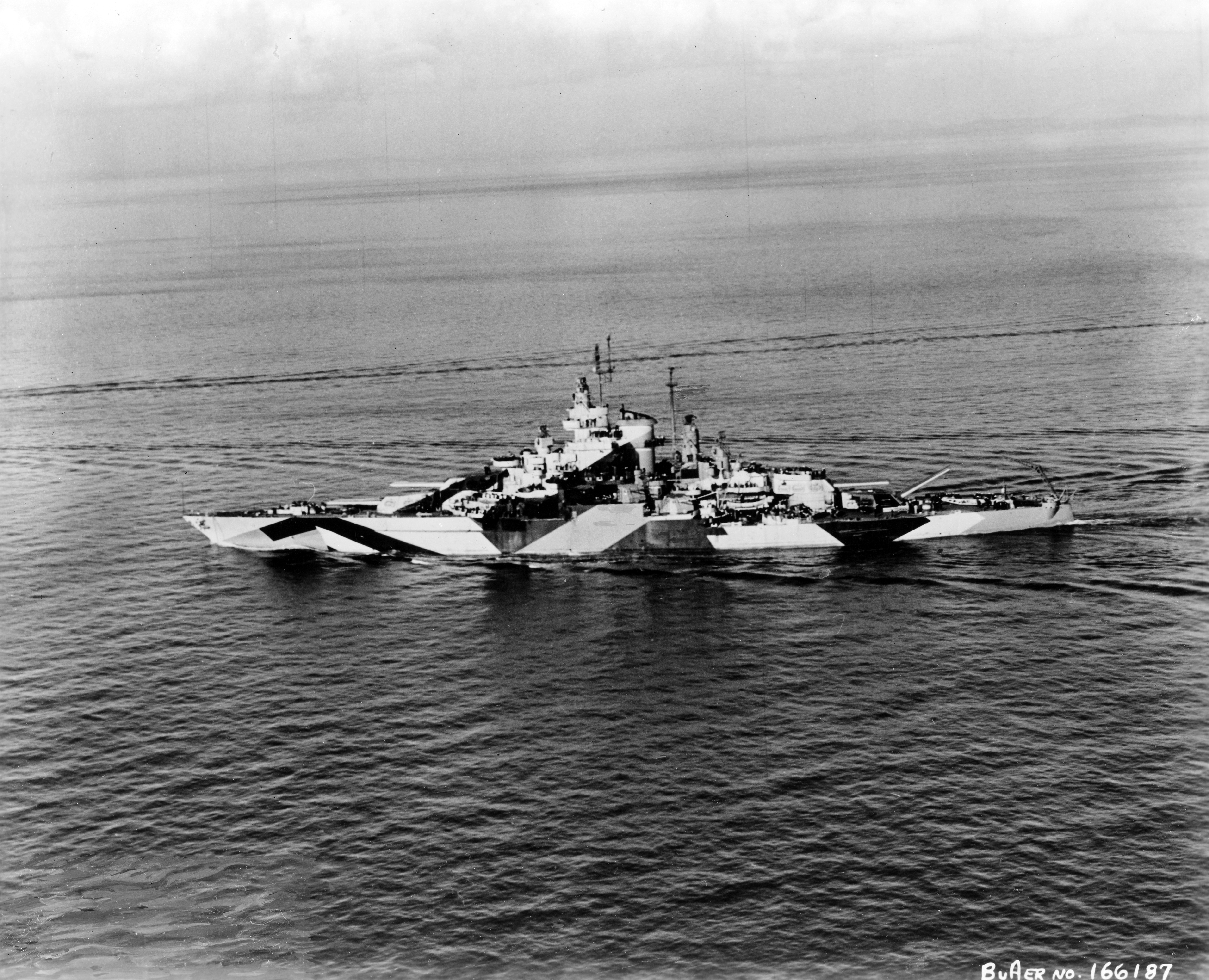
USS California po modernizaci, počátek roku 1944

Obě lodi kotvily na základně Pearl Harbor, když ji 7. prosince 1941 napadlo Japonsko. California po zásahu pum a torpéd dosedla na dno přístavu. Vyzvednutí, oprava a modernizace lodi trvaly až do února 1944. Tennessee v době útoku kotvila vedle lodi USS West Virginia. Při náletu ji zasáhly dvě pumy, které poškodily dvě z dělových věží. Toto „menší“ poškození dovolilo návrat lodi do služby v únoru 1942 a v srpnu téhož roku začala modernizace lodi, která trvala do května 1943.
Při rozsáhlé modernizaci dostaly obě lodi například moderní systém řízení palby, protiletadlové baterie 20mm a 40mm kanónů, sekundární výzbroj šestnácti 127mm kanónů, nově umístěnou v osmi dvoudělových věžích. Výtlak lodí se zvětšil o přibližně 2 500 tun, stejně jako jejich šířka, naopak rychlost poklesla pod 21 uzlů.
Po návratu do služby obě lodi zejména podporovaly spojenecké obojživelné operace v Tichomoří. Tennessee a California též bojovaly v historicky posledním střetnutí bitevních lodí – bitvě v úžině Surigao dne 25. října 1944, ve které byl zničen Nišimurův Jižní svaz, skládající se z bitevních lodí Jamaširo, Fusó, těžkého křižníku Mogami a torpédoborců Mičišio, Asagumo, Jamagumo a Šigure. Dne 6. února 1944 byla California poškozena zásahem letounu kamikaze a k opravě musela odplout do USA.

## Poválečný osud
Obě lodi válku přečkaly a v roce 1947 byly převedeny do rezervní flotily. V roce 1959 byly obě lodi prodány k sešrotování.